# Адріан Боулт
Сер Адріан Боулт (англ. Adrian Cedrik Boult; 8 квітня 1889, Честер — 22 квітня 1983, Лондон) — британський диригент, автобіограф.

## Біографія
Закінчив Вестмінстерську школу і Крайст Черч. Підлітком бачив диригентське виконання Дебюссі, Нікіша, інших найбільших диригентів епохи. 1905 року познайомився з Елґаром. 1912 року продовжив музичну освіту в Лейпцизькій консерваторії у Регера і Нікіша. Дебютував як диригент 1914 року з оркестром Ліверпульського філармонічного товариства. Брав участь в Першій світовій війні. 1919 року працював з балетною трупою Дягілєва. У 1919—1930 викладав у Королівському коледжі музики. З 1924 — директор Бірмінгемського симфонічного оркестру, з 1930 — музичний директор Бі-бі-сі та керівник симфонічного оркестру Бі-бі-сі (пішов у відставку в 1949). У 1937 зведений у лицарське звання. У 1950—1957 — керівник Лондонського філармонічного оркестру.
1978 року відбувся останній публічний виступ і останній запис Боулта. Формально він пішов у відставку як диригент 1981 року.

## Творчість
Виконував музику європейських композиторів-романтиків, англійських композиторів XX ст. (Елґар, Воан-Вільямс, Голст, Блісс, Бріттен).

## Книги
Адріан Боулт — автор двох книг про диригентське мистецтво, автобіографічної книги (1973). Видано його листування з найбільшими музичними діячами епохи.
- Music and friends: seven decades of letters to Adrian Boult from Elgar, Vaughan Williams, Holst, Bruno Walter, Yehudi Menuhin and other friends (1979)

## Визнання
Орден Кавалерів Честі (1969). З 1986 один із залів Бірмінгемської консерваторії носить ім'я сера Адріана Боулта. Введений в Зал слави журналу Gramophone.